# Balgar Gol
Balgar Gol är en köping i Kina. Den ligger i den autonoma regionen Inre Mongoliet, i den norra delen av landet, omkring 640 kilometer nordost om regionhuvudstaden Hohhot. Antalet invånare är 87 614. Befolkningen består av 39 824 kvinnor och 47 790 män. Barn under 15 år utgör 13,0 %, vuxna 15-64 år 82 %, och äldre över 65 år 4,0 %.
Runt Bayan Ul Hot är det mycket glesbefolkat, med 3 invånare per kvadratkilometer. Det finns inga andra samhällen i närheten. Trakten runt Bayan Ul Hot består i huvudsak av gräsmarker.
Genomsnittlig årsnederbörd är 554 millimeter. Den regnigaste månaden är juni, med i genomsnitt 155 mm nederbörd, och den torraste är januari, med 4 mm nederbörd.